# Tomopterna luganga
Tomopterna luganga es una especie  de anfibios de la familia Ranidae.

## Distribución geográfica
Se encuentra en Tanzania y, posiblemente en Kenia.  